# Geometría de la suspensión

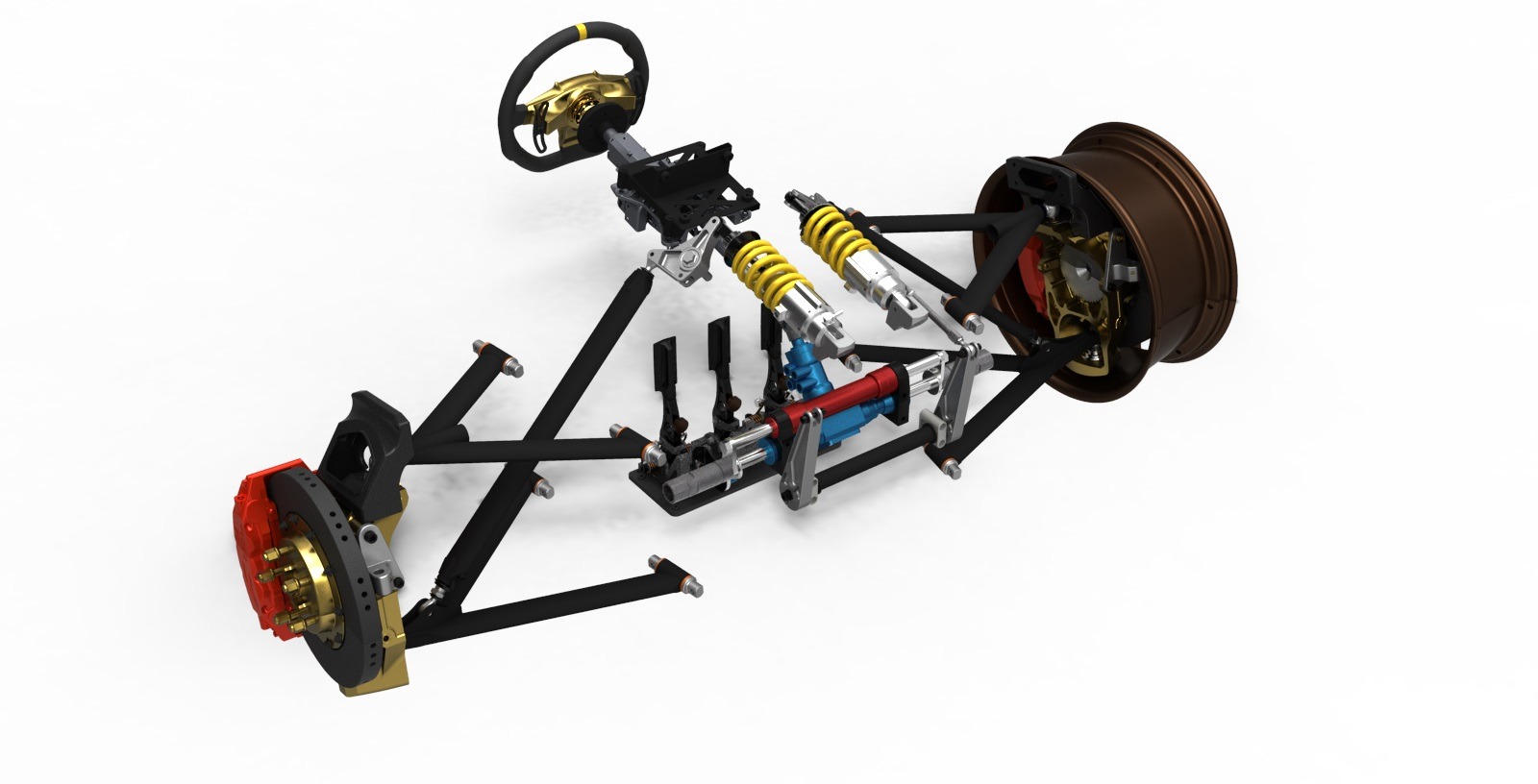
Despiece de una suspensión de doble horquilla

El término geometría de la suspensión designa al conjunto de características dimensionales y cinemáticas del sistema de conexiones mecánicas entre la masa suspendida (la carrocería) y las ruedas de un vehículo. Igualmente, define los grados de libertad de la suspensión.
El término «geometría» es confundido a veces, erróneamente, con el concepto de «paralelismo», que hace referencia a uno de los parámetros de la geometría de la dirección.
La geometría de las suspensiones incide esencialmente sobre el comportamiento sobre la carretera de un vehículo. Una parte esencial del trabajo del diseñador de un vehículo es definir esta geometría para obtener un comportamiento óptimo en términos de adherencia a la carretera, de seguridad activa, de comodidad y de duración de los elementos mecánicos (especialmente de los neumáticos).
A continuación se definen los diferentes parámetros de la geometría de la suspensión para un sistema de «doble brazo con triángulos oscilantes» (también conocida como suspensión de doble horquilla), que dispone de un complejo conjunto de reglages geométricos. Aunque esta configuración sea cada vez menos utilizada, sus diferentes parámetros son extensibles a los demás tipos de suspensión.
En las diferentes descripciones, el «plano de rueda», perpendicular a su eje de rotación y ubicado a una distancia equidistante de los flancos del neumático, es designado a menudo simplemente como «la rueda».

## Ángulo de caída
El ángulo de caída es el formado entre la rueda y el plano perpendicular al suelo según el eje longitudinal del vehículo. Se suele medir en grados y minutos.

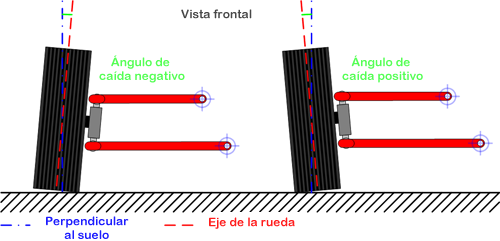
Geometría de la suspensión. Ángulo de caída.

Para mantener el neumático perpendicular al suelo cuando el automóvil se balancea lateralmente, se le da un ángulo de caída negativo cuando está en reposo. Normalmente, está regulado (y fijado en los coches de serie) de manera que en combinación con otros parámetros, se produzca un desgaste uniforme (cilíndrico) del neumático.
Un ángulo de caída fuertemente negativo proporciona una buena adherencia en los virajes, pero una menor adherencia en aceleración/frenado en recta (el neumático no queda «totalmente plano» sobre la carretera cuando las ruedas no están apoyadas en un viraje
). A la inversa, una caída negativa mínima favorecerá las recuperaciones en línea recta y penalizará las velocidades de paso en curva.
En los coches de competición utilizados en un circuito, el valor del ángulo de caída óptimo a emplear, para un circuito dado, es evidentemente el fruto de un compromiso, porque allí donde el coche ganará en motricidad en los virajes, perderá en recuperación y frenado en las rectas. Este valor óptimo puede determinarse mediante termómetros, que se ubican en tres puntos de la banda de rodadura del neumático: el interior, el medio y el borde exterior. Se consigue un valor óptimo cuando la temperatura medida es prácticamente uniforme sobre toda su anchura, prueba de un buen compromiso entre adherencia en curva y tracción en recta. 
En los coches con suspensiones ajustables anteriores al tipo suspensión McPherson, el reglage se efectúa al nivel de los puntos de inserción de los amortiguadores, casi siempre mediante un tornillo graduable.

## El paralelismo
A menudo, es el único reglage disponible en los coches normales, lo que ha originado la asociación incorrecta de los términos «paralelismo/geometría de la suspensión».
En Francia, por ejemplo, el ángulo de deriva entre las ruedas (también llamado "ángulo de ripage") se mide durante el control técnico obligatorio, y está expresado en metros de deriva por kilómetro recorrido.

### Convergencia
Se dice que hay «convergencia» cuando los planos de rueda extendidos se cruzan por delante del tren de ruedas estudiado. Este valor también se mide en grados y minutos.

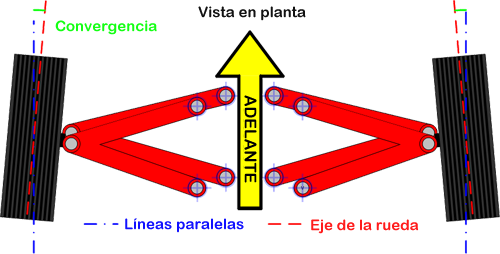
Geometría de la suspensión. Convergencia.

### Divergencia
Se dice que hay «divergencia» cuando los planos de las ruedas extendidos se cruzan por detrás del tren de ruedas estudiado. También se mide en grados y minutos.

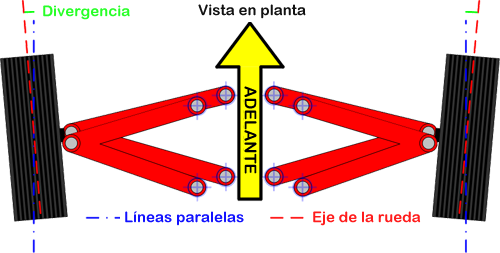
Geometría de la suspensión. Divergencia.

### Configuraciones habituales
En las configuraciones habituales, el tren delantero y el posterior suelen converger con el fin de estabilizar la trayectoria del vehículo en recta.
En ciertos casos, el tren delantero puede ser divergente, con el fin de favorecer la inscripción en curva, en detrimento de la estabilidad en línea recta y en la salida de los virajes.
El tren posterior siempre converge.

### Problemas típicos
El paralelismo es generalmente el único parámetro de la suspensión fácilmente modificable de un automóvil: no necesita ninguna herramienta compleja (si se hace evidentemente abstracción de la máquina que mide los ángulos) y que no requiere apenas tiempo al mecánico a cargo de la operación.
Sin embargo es recomendable revisarlo con cierta frecuencia, porque varía mucho durante el curso de la vida del vehículo. En efecto, las carreteras de mala calidad, las vibraciones derivadas de la utilización cotidiana, los choques contra los obstáculos, la aproximación a los bordillos o los baches afectan fácilmente a este parámetro de un vehículo.
Cuando un coche «tira a la derecha» o «tira a la izquierda», tiene tendencia a apartarse de la trayectoria rectilínea hacia un lado. Además del peligro directo que esto representa y del cansancio ocasionado al conductor (que debe corregir constantemente la trayectoria del vehículo), este hecho causa un desgaste prematuro y asimétrico en los neumáticos, que deberán cambiarse más frecuentemente.
Un medio seguro de no exponerse a este género de problemas es el revisar con frecuencia el paralelismo del vehículo, al menos una vez por año.

## Lanzamiento
El lanzamiento genera una auto-alineación de las ruedas directoras en el eje de desplazamiento del vehículo. El ángulo de lanzamiento se mide en grados y minutos mientras que el avance del lanzamiento se mide en centímetros o milímetros. Después del paralelismo, es el reglage más frecuente en los automóviles normales— pero no siempre es regulable.
Hay dos métodos para ajustar el lanzamiento:
1. Dar un ángulo al eje de pivotamiento de la rueda (ángulo de lanzamiento). Este método se utiliza en la mayoría de los vehículos de carretera: automóviles, motocicletas, bicicletas, camiones;
2. El otro método consiste en desplazar el eje de pivotamiento de la dirección por delante del eje de la rueda. Se emplea en los carros de los supermercados, o en aviación.

El lanzamiento juega un papel preponderante en el comportamiento de la dirección de un vehículo. Aumentar el lanzamiento incrementa la fuerza de accionamiento de la dirección y la estabilidad direccional. En curva, el lanzamiento combinado con la caída negativa de la rueda exterior y la caída positiva de la rueda interior, beneficia la adherencia del tren delantero. También se desplaza la parte delantera de la carrocería hacia el interior de la curva sobre la superficie de contacto de los neumáticos. Se produce un momento de respuesta de la dirección generado por la fuerza centrífuga, tendente a enderezarla en el sentido opuesto al viraje.

## Anti cabeceo
Este término hace referencia a los ángulos de los brazos de suspensión (delantero y traseros) en el sentido longitudinal del bastidor respecto al plano paralelo al suelo. Se miden en grados.
Su finalidad es atenuar el hundimiento del eje delantero en las frenadas, y el del eje trasero en aceleración.
Estas geometrías para limitar los asientos en frenado y en aceleración son habituales en los automóviles. Sin embargo, en motocicletas son raramente utilizadas.

## Batalla, vía y voladizos

### Batalla
La batalla es la distancia entre el eje delantero y el eje posterior de un vehículo, más precisamente, la distancia entre el cubo de una rueda delantera y el cubo de una rueda trasera del mismo lado. Es una dimensión fundamental de un vehículo. 
Debido a la oscilación de las suspensiones, la batalla varía ligeramente cuando la altura de la carrocería se modifica con respecto al suelo.
A veces, la batalla es diferente a derecha y a izquierda, como por ejemplo en los Renault 16 y Renault 4L, donde las barras de torsion de la suspensión, demasiado largas para montarse cara a cara en el ancho disponible del vehículo, han necesitado un montaje invertido de "pies con cabeza" que impone entonces un ligero desplazamiento de las ruedas posteriores.

### Vía
La vía (o ancho de rodadura) es la distancia, sobre un mismo eje, entre los ejes de las zonas de contacto de las ruedas sobre el suelo.
Las vías anteriores y posteriores pueden ser diferentes, como en el caso del Citroën DS o de forma más evidente en los tractores agrícolas. Generalmente, los vehículos con tracción delantera tienen una vía delantera más ancha que la posterior, para razones de estabilidad, propiciando que el tren posterior sea entonces "arrastrado" por el tren anterior. De forma recíproca, los vehículos de propulsión trasera tienen una vía posterior más ancha, con el fin de poder alojar las ruedas motrices en ocasiones de mayor anchura.
Uno de los inconvenientes de una vía ancha, a menudo empleada sobre todo en los coches de competición para procurarles estabilidad, es el aumento de la superficie frontal. Este factor perjudica su coeficiente de arrastre aerodinámico (Cx), reduciendo la velocidad punta. En ciertos coches de rally, también puede ser un inconveniente en algunas pruebas donde las carreteras son muy estrechas.

### Voladizos
Se definen como voladizos todas las zonas del vehículo que rebasan el espacio delimitado por los ejes delantero y posterior del vehículo. A menudo es mayor el voladizo posterior que el delantero, en particular en el caso de los camiones.

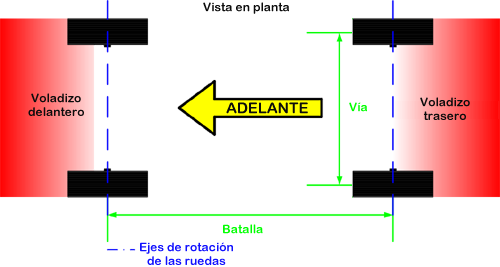
Geometría de la suspensión. Batalla, vía y voladizos.

### Influencia de estos parámetros
Estas tres magnitudes tienen un papel predominante en el comportamiento dinámico de un vehículo. Deben ser consideradas en función de la altura del centro de gravedad del vehículo respecto a los ejes de las ruedas. Respecto a su influencia, deben reseñarse las cuestiones siguientes:
- Una vía reducida disminuye la anchura de la superficie de sustentación. Una vía ancha, como a menudo se utiliza en los coches de rally, incrementa la estabilidad y permite emplear barras anti-balanceo más flexibles en el vehículo, lo que lo convierte en más ágil sobre terrenos irregulares.

- Una batalla reducida produce una buena maniobrabilidad en recorridos sinuoso pero hace delicado el comportamiento a elevada velocidad. Una larga aporta estabilidad en grandes curva rápidas pero se incrementa el diámetro de giro y el vehículo es menos maniobrable en recorridos sinuosos.

- Demasiada masa en voladizo desequilibra el apoyo de las cargas y puede incluso contribuir en los virajes al deslizamiento de los neumáticos de un eje. Un ejemplo típico bien conocido es el Porsche 911 y su motor bóxer de seis cilindros montado en voladizo tras el eje posterior. La tendencia en competición es la de centrar todas las masas para mejorar la agilidad del vehículo disminuyendo su momento de inercia en torno al eje vertical que pasa por el centro de gravedad. En los vehículos del mundial de rallies (WRC), los voladizos son aumentados artificialmente añadiendo volúmenes prácticamente vacíos anteriores y posteriores para que el coche responda a las reglamentaciones técnicas (como el Peugeot 206 WRC, donde el uso de estos volúmenes es casi puramente estético, con el fin de que el coche mida la longitud mínima marcada por el reglamento). Como ya se ha señalado, estos volúmenes están prácticamente vacíos y representan una masa despreciable.

## Desplazamiento
El desplazamiento (más exactamente «desplazamiento sobre el suelo») es la distancia entre el punto de intersección con el suelo del eje de pivotamiento de la dirección y el punto central de la banda de rodadura del neumático en contacto con el suelo. Cuanto mayor sea, mayor será el esfuerzo necesario para girar las ruedas (en el caso de las ruedas directrices, las delanteras).
Un desplazamiento de considerable a menudo es la consecuencia de la utilización de llantas anchas sobre un coche que originalmente no las montaba. Uno de los ejemplos más conocidos se encuentra en la disciplina del tuneo, donde los mecánicos utilizan llantas más anchas que las originales en un coche de serie. La fatiga mecánica sobre el sistema de dirección de los vehículos implicados (se requieren mayores esfuerzos para girar las ruedas, y el mecanismo de dirección se desgasta antes), lo que puede acelerar de manera considerable el desgaste de los rodamientos de las ruedas y de las rótulas de la suspensión del coche, que se encuentran sometidos a esfuerzos de mayor entidad. Efectivamente, la rueda es alejada de su punto de apoyo original, y el brazo de palanca ejercido por la rueda contra su eje y sus rodamientos es más largo, exigiendo un mayor esfuerzo a la mecánica. A largo plazo, es habitual que los coches que han rodado mucho tiempo con un desplazamiento incrementado, presenten trenes de rodadura muy desgastados, hasta el punto de generar una fuerte caída negativa (los rodamientos de la suspensión se desgastan de manera cónica y la rueda tiende a vencerse hacia el interior).
- Datos: Q2718244
- Multimedia: Wheel alignment / Q2718244